# Fabili
Fabili o Fabil (en llatí Fabilius o Fabillus) va ser un gramàtic i mestre de literatura romà del segle iii que va ensenyar al futur emperador Maximí la llengua grega.
Va ser també l'autor de diversos epigrames en grec, alguns dels quals es van usar a les estàtues i busts de Maximí.